# آگوست کرونیگ
آگوست کارل کرونیگ (آلمانی: August Karl Krönig؛ زاده ۱۸۲۲ درگذشته ۱۸۷۹) فیزیک‌دان و شیمی‌دان اهل آلمان بود.